# 中山正敏 (空手家)
中山 正敏（なかやま まさとし、1913年（大正2年）4月6日 - 1987年（昭和62年）4月15日）は、昭和時代の空手家。山口県出身。日本空手協会設立者、初代首席師範。松濤館流空手道の中興の祖。日本空手協会主席師範で九段。死後、十段を授与された。

## 経歴
1913年4月13日、 山口県で生まれたが    、先祖は信濃国（現在の長野県）出身で剣術師・ 真田家の家臣で、後の信州松代藩で先祖代々剣術指南を務めていた家柄である。 曾祖父の中山兵右衛門は神道無念流の剣術家としてしられ、中山の祖父は東京で外科医を開業し家族の中で最後に剣術を教えていた。  中山の父親は軍医で柔道家の中山直道。父親は台北に配属されたので形成期の時期はそこで過ごした。  学業の他に、 剣道 、スキー、水泳、テニス、トラックランニングに参加した。  
1932年（昭和7年）、空手を学びたい気概があったために、父親の意思に背いて拓殖大学に入学。中国語を学び 、 船越義珍とその息子である義孝 （別名義豪）のもとで空手を学び始めた   。彼は当初、剣道のトレーニングを続けるつもりであったが、スケジュールを誤解して、代わりに空手のトレーニングにたどり着く。 中山は1937年に拓殖大学を卒業。  同じ年、彼は日本の中国占領中に軍事通訳として中国を旅した。 第二次世界大戦が始まる頃には、中山は二段に達していた。   
1937年（昭和12年）、北京大東学舎留学生として中国へ渡る。
終戦後の1946年（昭和21年）5月に日本に帰国した。
1948年（昭和23年）、日本空手協会を任意団体として設立。1949年5月、中山、 小畑勲 および他の同僚らで日本空手協会 （JKA）の設立を支援    。船越が正式な組織長で、中山が主任講師に任命された  。 1951年までに、中山は三段に昇格し、1955年までに五段の地位にあった 。1956年、岡崎照幸と協力して、伝統的な空手と現代のスポーツ科学で開発された方法の両方に従うように、松濤館空手トレーニングプログラムを再構築した。  Pat Zalewskiによれば、1961年に中山は八段に昇格したがこれは当時の日本の高段段昇格のコンセンサスベースのシステムによって部分的に可能になったという驚くべき進歩であったという。またトーナメントの分野として形稽古 （パターン）と組み手 （ スペアリング）を確立し   大規模なJKA 道場 （トレーニングホール）の学徒は、1950年代と1960年代に比類のない一連のトーナメントで成功を収めていった。 一方で中山は松濤館空手を世界に広めることに尽力したことで広く知られており       他の上級インストラクターとともに、JKAインストラクター研修プログラムを編成した。  このプログラムの卒業生の多くは、新しい松濤館サブグループを形成し、会員を増やすために世界中に派遣された。  中山はまた、拓殖大学の体育学科に所属し 、1952年に始まり 、最終的にはその学科の学長に就任した。 さらに彼はまた大学のスキーチームの顧問をつとめていた。 
1958年（昭和33年）、日本空手協会の首席師範に就任。
1972年、中山は学生の一人である金澤弘和の助けを借りて、アパートの地下に個人道場を設置し、「抱一龕」と名付けた    この道場は、恵比寿、東京 、JKA 本部 （本社） 道場が配置された場所からの短い距離に位置している  。海外の空手の学生たちは寮の部屋に住み、1970年代初頭からこの道場で訓練を受けた。  
1950年代の階級の急速な昇進の後、中山は1974年時点でまだ八段の段位を保持していた。1980年代に九段に昇格し 、生涯でこの階級を授与された最初の松濤館の名人となった。
1987年（昭和62年）4月15日、74歳で死去。中山は死去するまで松濤館空手を教え続けた         。
中山は、11巻のベスト空手シリーズなど、空手に関する本を数多く執筆している。 彼はまた、多くのビデオ作品を多くリリースしている。 中山の主なもので。 実用空手：みんなの自衛の手引き （1963、共著）、  実用空手：非武装の加害者に対する防御 （1963、共著）、  最高の空手：総合 （1977） ）、 およびDynamic Karate （1986）。  武道学者のドン・ドレーゲルは、中山の著名な共著者の一人である。
1987年に中山が亡くなった後、JKAは2つの派閥に分かれ、その後組織内でさらに細分化が生じた。  国際松濤館空手道連盟（岡崎照之）、日本空手松濤会（後の日本空手松涛連盟）（ 浅井哲彦 ）、日本松濤館空手協会（ 阿部圭吾 ）、国際松濤館空手道連盟（SKIF）（金沢弘和）空手協会/アメリカ（小山正二郎）と空手之道世界連盟（ 矢原美紀夫 ）  など、JKAの上級指導者の多くが自分たちの協会を結成した。

## 人物
- 中山家は先祖代々、剣道師範を務めた。しかし、祖父と父は外科医だったため、彼も親から医師になるように育てられた。
- 作家のC・W・ニコルは、中山の愛弟子の一人。『C・W・ニコルと21人の男たち』によると、山口の中山家は信州真田氏の末裔だと記されている。

## 著作
- 『総合編 ベスト空手』ベースボール・マガジン社 ISBN 4583027303
- 『ベスト空手2 基礎編』ベースボール・マガジン社 ISBN 458302732X
- 『組手 1 ベスト空手』ベースボール・マガジン社 ISBN 4583027338
- 『組手 2 ベスト空手』ベースボール・マガジン社 ISBN 4583027346
- 『平安・鉄騎 ベスト空手（5巻）』ベースボール・マガジン社 ISBN 4583027354
- 『抜塞・観空　ベスト空手（6巻）』ベースボール・マガジン社 ISBN 4583027362
- 『十手・半月・燕飛　ベスト空手（7巻）』ベースボール・マガジン社　ISBN 4583027370
- 『岩鶴・慈恩　ベスト空手（8巻）』ベースボール・マガジン社 ISBN 4583027389
- 『抜塞小・観空小・珍手　ベスト空手（9巻）』ベースボール・マガジン社 ISBN 4583027397
- 『雲手・壮鎮・二十四歩  ベスト空手（10巻）』ベースボール・マガジン社 ISBN 4583027400
- 『五十四歩大・五十四歩小・明鏡　ベスト空手（11巻）』ベースボール・マガジン社 ISBN 4583027419
- 『空手道　精神（こころ）と技法（わざ）』カヅサ（社）日本空手協会首席師範

## 対談
- 『サムライ』（対：三島由紀夫）

1969年（昭和44年）、雑誌「勝利」6月号に掲載されたもの。三島由紀夫対談集『尚武のこころ』に所収。